# Conus latifasciatus
Conus latifasciatus é uma espécie de gastrópode do gênero Conus, pertencente à família Conidae.